# Parc national Cerro Corá
Le parc national Cerro Cora (Parque nacional Cerro Corá) est un parc national situé dans le département d'Amambay au Paraguay. Il est localisé au nord-ouest du Paraguay, à proximité de la frontière avec le Brésil.
Il a été créé le 11 février 1976. C'est l'aire protégée la plus étendue du Paraguay.
Le parc a été le théâtre de l'ultime bataille de la guerre de la Triple-Alliance.